# Uroš Đurđević
Uroš Đurđević (in serbo Урош Ђурђевић?; Belgrado, 2 marzo 1994) è un calciatore serbo naturalizzato montenegrino, attaccante dell'Atlas.

## Caratteristiche tecniche
È il tipico attaccante moderno, prestante fisicamente ma anche rapido nelle movenze e negli spazi stretti, molto dotato tecnicamente. Gioca principalmente come prima punta, ma può anche agire da seconda o come ala su entrambe le fasce, possiede un buon dribbling e gran tiro dalla lunga distanza. Inoltre , si dimostra abile in contropiede, grazie a una notevole velocità che lo rende pericoloso in campo aperto.

## Carriera

### Club

#### Inizi e Vitesse
Il 28 agosto 2011 esordisce nella massima serie serba in Rad-Sloboda Užice 1-2. Nella stagione successiva mette a segno 9 gol in 23 presenze e attira su di sé le attenzioni di squadre come Partizan e Anderlecht.
Nella finestra di mercato invernale della stagione 2013-14, passa al Vitesse in Eredivisie. Nel massimo campionato olandese delude le aspettative, totalizzando diciassette presenze e una sola rete, così il 14 agosto 2015 arriva la rescissione del contratto.

#### Palermo
Quattro giorni dopo viene annunciato l'acquisto da parte del Palermo, in Serie A. Esordisce in campionato il 13 settembre 2015 in Palermo-Carpi subentrando al 62' al posto di Alberto Gilardino e mette subito a segno la sua prima rete a due minuti dal termine della partita, fissando il risultato sul 2-2 finale. Nella seconda partita in Italia, contro il Milan, si procura un serio infortunio alla caviglia destra, che lo costringe ad un lungo stop. Rientra in campo, giocando da titolare, il 12 dicembre seguente in Palermo Frosinone 4-1.

#### Ritorno in Serbia al Partizan

##### 2016-2017
Il 22 agosto 2016, Đurđević è tornato in patria e ha firmato con il Partizan, con un contratto triennale. Ha esordito con il club il 27 agosto sostituendo Valeri Božinov nel secondo tempo nella vittoria casalinga per 4-0 contro il suo ex club, il Rad. Il 21 settembre, Đurđević ha segnato i suoi primi due gol con il Partizan nella vittoria per 3-1 in Coppa di Serbia contro il Napredak Kruševac. Ha segnato il suo primo gol in campionato il 2 ottobre nella vittoria casalinga per 3-1 contro il Mladost Lučani. L'11 dicembre Đurđević ha segnato una tripletta portando il Partizan alla vittoria per 3-1 in casa del Čukarički. Ha aperto le marcature dopo soli 10 secondi dall'inizio della partita, stabilendo il record per il gol più veloce di sempre nella massima serie del calcio serbo. Il 4 marzo 2017, Đurđević ha segnato il suo primo gol nel derby di Belgrado, di testa su cross di Miroslav Vulićević all'88 'di un pareggio esterno per 1–1. Ha trovato il fondo della rete sette volte nelle sei partite successive, finendo infine la stagione come capocannoniere del campionato con 24 gol, così come il suo compagno di squadra Leonardo, aiutando il Partizan a vincere il titolo. Le sue prestazioni gli sono valse anche il premio di giocatore della stagione della lega e la selezione nella competizione "Squadra della stagione." Nella seconda parte della stagione, Đurđević ha anche segnato altri due gol in Coppa di Serbia, quando il club ha collezionato la doppietta.

##### 2017-2018
L'11 luglio 2017, Đurđević ha segnato il suo primo gol nelle competizioni UEFA, trasformando un calcio di rigore nella vittoria casalinga per 2-0 sul Budućnost Podgorica nell'andata del secondo turno preliminare di Champions League. Successivamente ha segnato una volta nella gara d'esordio del campionato contro il Mačva Šabac il 22 luglio, in una vittoria casalinga per 6-1. Il 2 agosto, Đurđević ha segnato un pareggio all'85 'per dare alla sua squadra un pareggio per 2–2 contro l'Olympiacos nel ritorno del terzo turno preliminare di Champions League, quando il Partizan è stato eliminato complessivamente 3–5. Alla fine ha aiutato la squadra a raggiungere la fase a gironi dell'Europa League dopo aver segnato una doppietta nella vittoria per 4-0 in casa del Videoton nel ritorno degli spareggi della competizione.

#### Olympiacos
Il 30 agosto 2017, Đurđević è stato trasferito al club greco dell'Olympiacos per 2,5 milioni di euro più il 15% dalla futura quota di trasferimento. Ha esordito in campionato con la squadra nell'1-1 in trasferta contro lo Xanthi il 9 settembre, sostituendo Emmanuel Emenike al 60'. Tre giorni dopo, Đurđević ha giocato 62 minuti al suo debutto in Champions League, prima di essere nuovamente sostituito da Emenike nella sconfitta interna per 3-2 contro lo Sporting CP. Ha segnato il suo primo gol per il club il 16 settembre, trasformando un rigore nel secondo tempo di recupero contro l'Asteras Tripolis in un pareggio interno per 1–1. Per tutta la stagione 2017-18 con l'Olympiacos, Đurđević ha collezionato 30 presenze in tutte le competizioni e ha segnato sette gol.

#### Sporting Gijón
Il 21 agosto 2018, Đurđević si è trasferito in Spagna e si è unito allo Sporting Gijón, squadra della Segunda División. È diventato il trasferimento più costoso nella storia del club, per un importo stimato di 2,5 milioni di euro.
L'11 ottobre 2020, dopo aver segnato tre gol nelle prime tre partite della stagione, Đurđević è stato nominato giocatore del mese di settembre della Segunda División.

#### Atlas
Il 16 luglio 2024 viene acquistato dai messicani dell'Atlas.

### Nazionale
Ha giocato nella nazionale Under-19 serba, dal marzo 2013 fino al giugno 2017, ha militato nella nazionale Under-21 serba, con cui ha disputato anche l'Europeo Under-21 2017 di categoria, come capitano della squadra. Nel marzo del 2017 viene convocato per la prima ed unica volta nella nazionale maggiore serba, dal CT Slavoljub Muslin per la gara di qualificazione al Mondiale 2018, vinta per 3-1 in trasferta contro la Georgia, dove tuttavia non scende mai in campo.
Nel marzo 2021, dopo avere ricevuto la cittadinanza montenegrina grazie al padre (nativo di Podgorica), riceve la sua prima convocazione da parte della nazionale montenegrina. Il 24 marzo debutta con il Montenegro in occasione del successo per 1-2 in trasferta, contro la Lettonia.

## Statistiche

### Presenze e reti nei club
Statistiche aggiornate al 12 luglio 2025.
| Stagione                 | Squadra                  | Campionato               | Campionato | Campionato | Coppe nazionali | Coppe nazionali | Coppe nazionali | Coppe continentali | Coppe continentali | Coppe continentali | Altre coppe | Altre coppe | Altre coppe | Totale | Totale |
| Stagione                 | Squadra                  | Comp                     | Pres       | Reti       | Comp            | Pres            | Reti            | Comp               | Pres               | Reti               | Comp        | Pres        | Reti        | Pres   | Reti   |
| ------------------------ | ------------------------ | ------------------------ | ---------- | ---------- | --------------- | --------------- | --------------- | ------------------ | ------------------ | ------------------ | ----------- | ----------- | ----------- | ------ | ------ |
| 2011-2012                | Rad Belgrado             | SL                       | 7          | 0          | CS              | -               | -               | UEL                | 0                  | 0                  | -           | -           | -           | 7      | 0      |
| 2012-2013                | Rad Belgrado             | SL                       | 23         | 9          | CS              | 2               | 0               | -                  | -                  | -                  | -           | -           | -           | 25     | 9      |
| 2013-gen. 2014           | Rad Belgrado             | SL                       | 11         | 2          | CB              | 1               | 0               | -                  | -                  | -                  | -           | -           | -           | 12     | 2      |
| Totale Rad Belgrado      | Totale Rad Belgrado      | Totale Rad Belgrado      | 41         | 11         |                 | 3               | 0               |                    | 0                  | 0                  |             | -           | -           | 44     | 11     |
| gen.-giu. 2014           | Vitesse                  | ED                       | 6          | 0          | CO              | 2               | 0               | -                  | -                  | -                  | -           | -           | -           | 8      | 0      |
| 2014-2015                | Vitesse                  | ED                       | 18         | 1          | CO              | 1               | 0               | -                  | -                  | -                  | -           | -           | -           | 19     | 1      |
| ago.2015                 | Vitesse                  | ED                       | 1          | 0          | CO              | -               | -               | UEL                | 1                  | 0                  | -           | -           | -           | 2      | 0      |
| Totale Vitesse           | Totale Vitesse           | Totale Vitesse           | 25         | 1          |                 | 3               | 0               |                    | 1                  | 0                  |             | -           | -           | 29     | 1      |
| ago. 2015-2016           | Palermo                  | A                        | 14         | 2          | CI              | -               | -               | -                  | -                  | -                  | -           | -           | -           | 14     | 2      |
| 2016-2017                | Partizan                 | SL                       | 29         | 24         | CS              | -               | -               | UEL                | 0                  | 0                  | -           | -           | -           | 29     | 24     |
| Totale Partizan Belgrado | Totale Partizan Belgrado | Totale Partizan Belgrado | 29         | 24         |                 | 0               | 0               |                    | 0                  | 0                  |             | -           | -           | 29     | 24     |
| 2017-2018                | Olympiakos               | SL                       | 19         | 4          | KE              | 6               | 3               | UCL                | 5                  | 0                  | -           | -           | -           | 30     | 7      |
| 2018-2019                | Sporting Gijón           | SD                       | 38         | 11         | CR              | 2               | 1               | -                  | -                  | -                  | -           | -           | -           | 40     | 12     |
| 2019-2020                | Sporting Gijón           | SD                       | 37         | 6          | CR              | -               | -               | -                  | -                  | -                  | -           | -           | -           | 37     | 6      |
| 2020-2021                | Sporting Gijón           | SD                       | 39         | 22         | CR              | 2               | 0               | -                  | -                  | -                  | -           | -           | -           | 41     | 22     |
| 2021-2022                | Sporting Gijón           | SD                       | 36         | 14         | CR              | 3               | 2               | -                  | -                  | -                  | -           | -           | -           | 39     | 16     |
| 2022-2023                | Sporting Gijón           | SD                       | 32         | 5          | CR              | 3               | 1               | -                  | -                  | -                  | -           | -           | -           | 35     | 6      |
| 2023-2024                | Sporting Gijón           | SD                       | 37+1       | 4          | CR              | 2               | 0               | -                  | -                  | -                  | -           | -           | -           | 40     | 4      |
| Totale Sporting Gijón    | Totale Sporting Gijón    | Totale Sporting Gijón    | 219+1      | 62         |                 | 12              | 4               |                    | -                  | -                  |             | -           | -           | 232    | 66     |
| 2024-2025                | Atlas                    | PD                       | 27         | 12         | -               | -               | -               | -                  | -                  | -                  | LC          | 1           | 0           | 28     | 12     |
| 2025-2026                | Atlas                    | PD                       | 3          | 1          | -               | -               | -               | -                  | -                  | -                  | LC          | -           | -           | 3      | 1      |
| Totale Atlas             | Totale Atlas             | Totale Atlas             | 30         | 13         |                 | -               | -               |                    | -                  | -                  |             | 1           | 0           | 31     | 13     |
| Totale carriera          | Totale carriera          | Totale carriera          | 378        | 117        |                 | 21              | 4               |                    | 6                  | 0                  |             | 1           | 0           | 406    | 121    |

### Cronologia presenze e reti in nazionale
| Cronologia completa delle presenze e delle reti in nazionale ― Montenegro | Cronologia completa delle presenze e delle reti in nazionale ― Montenegro | Cronologia completa delle presenze e delle reti in nazionale ― Montenegro | Cronologia completa delle presenze e delle reti in nazionale ― Montenegro | Cronologia completa delle presenze e delle reti in nazionale ― Montenegro | Cronologia completa delle presenze e delle reti in nazionale ― Montenegro | Cronologia completa delle presenze e delle reti in nazionale ― Montenegro | Cronologia completa delle presenze e delle reti in nazionale ― Montenegro |
| Data                                                                      | Città                                                                     | In casa                                                                   | Risultato                                                                 | Ospiti                                                                    | Competizione                                                              | Reti                                                                      | Note                                                                      |
| ------------------------------------------------------------------------- | ------------------------------------------------------------------------- | ------------------------------------------------------------------------- | ------------------------------------------------------------------------- | ------------------------------------------------------------------------- | ------------------------------------------------------------------------- | ------------------------------------------------------------------------- | ------------------------------------------------------------------------- |
| 24-3-2021                                                                 | Riga                                                                      | Lettonia                                                                  | 1 – 2                                                                     | Montenegro                                                                | Qual. Mondiali 2022                                                       | -                                                                         |                                                                           |
| 27-3-2021                                                                 | Podgorica                                                                 | Montenegro                                                                | 4 – 1                                                                     | Gibilterra                                                                | Qual. Mondiali 2022                                                       | -                                                                         | 77’                                                                       |
| 30-3-2021                                                                 | Podgorica                                                                 | Montenegro                                                                | 0 – 1                                                                     | Norvegia                                                                  | Qual. Mondiali 2022                                                       | -                                                                         |                                                                           |
| 1-9-2021                                                                  | Istanbul                                                                  | Turchia                                                                   | 2 – 2                                                                     | Montenegro                                                                | Qual. Mondiali 2022                                                       | -                                                                         | 80’                                                                       |
| 7-9-2021                                                                  | Podgorica                                                                 | Montenegro                                                                | 0 – 0                                                                     | Lettonia                                                                  | Qual. Mondiali 2022                                                       | -                                                                         | 42’ 79’                                                                   |
| 11-10-2021                                                                | Oslo                                                                      | Norvegia                                                                  | 2 – 0                                                                     | Montenegro                                                                | Qual. Mondiali 2022                                                       | -                                                                         | 67’                                                                       |
| 13-11-2021                                                                | Podgorica                                                                 | Montenegro                                                                | 2 – 2                                                                     | Paesi Bassi                                                               | Qual. Mondiali 2022                                                       | -                                                                         | 62’                                                                       |
| 24-3-2022                                                                 | Erevan                                                                    | Armenia                                                                   | 1 – 0                                                                     | Montenegro                                                                | Amichevole                                                                | -                                                                         |                                                                           |
| 23-9-2022                                                                 | Zenica                                                                    | Bosnia ed Erzegovina                                                      | 1 – 0                                                                     | Montenegro                                                                | UEFA Nations League 2022-2023 - 1º turno                                  | -                                                                         | 70’                                                                       |
| 26-9-2022                                                                 | Podgorica                                                                 | Montenegro                                                                | 0 – 2                                                                     | Finlandia                                                                 | UEFA Nations League 2022-2023 - 1º turno                                  | -                                                                         | 62’ 67’                                                                   |
| 7-9-2023                                                                  | Kaunas                                                                    | Lituania                                                                  | 2 – 2                                                                     | Montenegro                                                                | Qual. Euro 2024                                                           | -                                                                         | 72’ 84’                                                                   |
| 10-9-2023                                                                 | Podgorica                                                                 | Montenegro                                                                | 2 – 1                                                                     | Bulgaria                                                                  | Qual. Euro 2024                                                           | -                                                                         | 45+3’ 46’                                                                 |
| Totale                                                                    |                                                                           | Presenze                                                                  | 12                                                                        |                                                                           | Reti                                                                      | 0                                                                         |                                                                           |

## Palmarès

### Club
- Campionato serbo: 1

Partizan: 2016-2017
- Coppa di Serbia: 1

Partizan: 2016-2017

### Nazionale
- Campionato d'Europa Under-19: 1

Lituania 2013

### Individuale
- Capocannoniere del campionato serbo: 1

2016-2017 (21 gol)